# Chlorotettix limosus
Chlorotettix limosus är en insektsart som beskrevs av Delong och Cartwright 1926. Chlorotettix limosus ingår i släktet Chlorotettix och familjen dvärgstritar. Inga underarter finns listade i Catalogue of Life.